# Уитворт, Чарльз, 1-й граф
Чарльз Уитворт, 1-й граф Уитворт (англ. Charles Whitworth, 1st Earl Whitworth; 19 мая 1752 — 13 мая 1825) — английский дипломат конца XVIII века, исполнявший обязанности посланника Великобритании в России с 1788 по 1800 годы, во Франции — с 1802 по 1803 годы.

## Биография
Родился в 1752 году в графстве Кент, был старшим сыном (у него было двое братьев и четыре сестры) и наследником сэра Чарльза Уитворта (члена парламента Великобритании) и был племянником другого британского дипломата барона Чарльза Уитворта.
В 1772 году поступил на военную службу в гвардию, в мае 1781 года стал капитаном, а в 1783 году назначен подполковником 104-го полка.
В 1785 году был назначен чрезвычайным и уполномоченным посланником Великобритании при дворе польского короля Станислава II. Находился в Варшаве до 1788 года в неспокойный период, предшествующий второму разделу Речи Посполитой.
В 1788 году был переведён в том же звании чрезвычайного и уполномоченного посланника Великобритании в Петербург.
Уитворту удалось добиться улучшения англо-русских отношений, обострившихся в связи с русско-турецкой войной 1787—1792 годов. За содействие заключению Ясского мирного договора (1792) он получил награды от английского правительства и Екатерины II (орден Бани и алмазную шпагу).
Тем не менее, отношения между странами снова ухудшились из-за политики Уильяма Питта, направленной на сдерживание России в Европе.
Уитворт принимал участие в переговорах и подписании Петербургского союзного договора — о разделе Речи Посполитой между Австрией и Россией (1795). После смерти Екатерины II император Павел I отказался подтвердить договор, вследствие чего положение Уитворта стало очень затруднительным. Однако Уитворт, действовавший через проанглийски настроенных руководителей русской дипломатии (А. А, Безбородко, А. Р. Воронцова, Н. П. Панина), побудил Павла к сближению с Англией.
В 1797 году Уитворт подписал с русским правительством выгодный для Англии торговый договор, а годом позже — новый союзный договор против Франции. Павел I ходатайствовал перед Георгом III о пожаловании Уитворта в пэры (что было исполнено в 1800 году).
Постоянные проволочки Сент-Джеймского кабинета в выплате военных субсидий, а также замыслы Англии относительно Мальты (закончившиеся её захватом в 1800 году) вызывали серьёзное раздражение в Петербурге. Лондон, в свою очередь, выражал недовольство намерением Павла I отозвать войска Суворова в Россию и намечавшимся сближением России с Францией после переворота 18 брюмера.

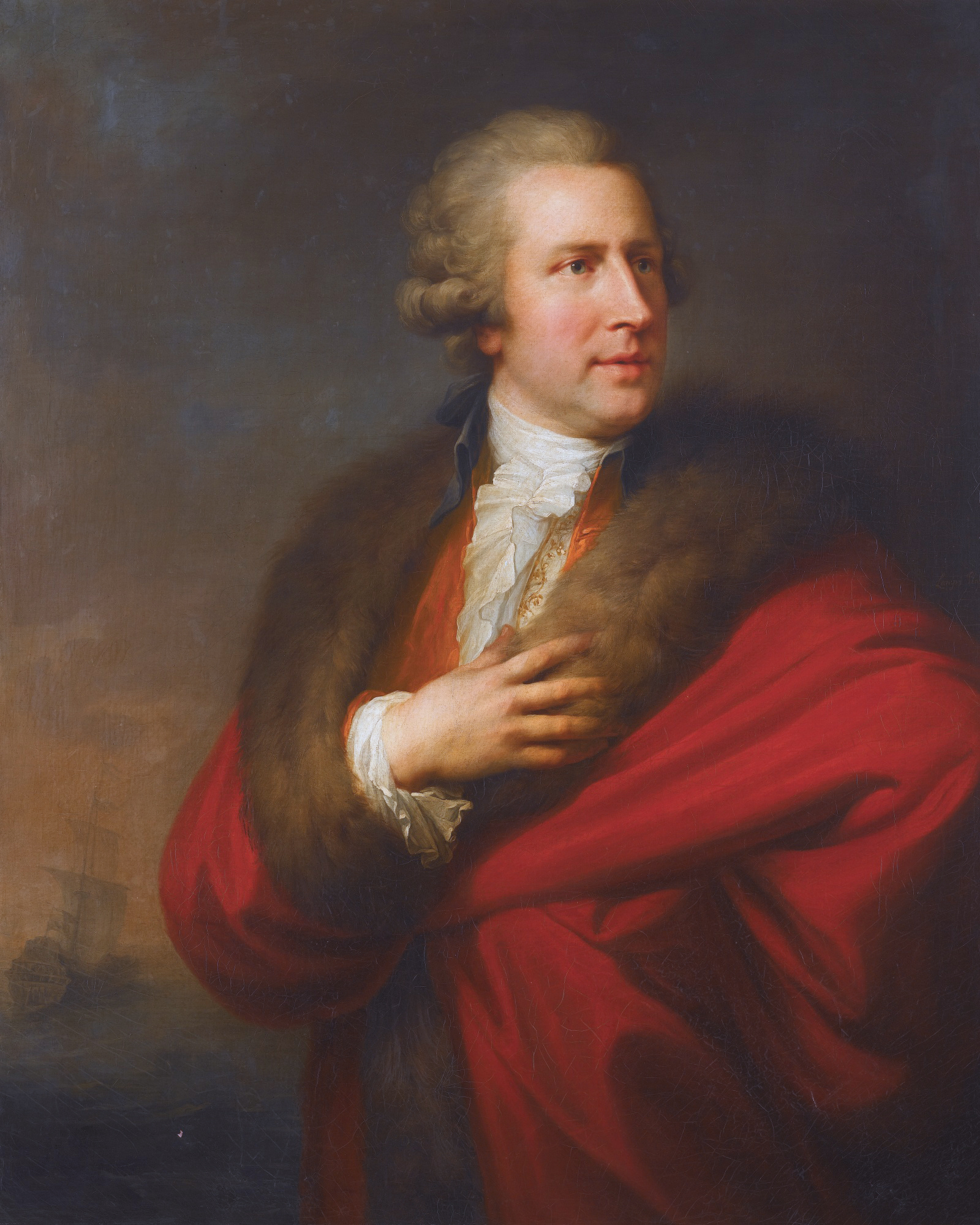
Чарльз Уитворт. Портрет кисти Иоганна Баптиста Лампи-старшего.

Павел I потребовал отзыва английского посланника Уитворта из Петербурга, о чём недвусмысленно сообщалось в рескрипте российскому посланнику в Лондоне С. Р. Воронцову от 1 февраля 1800 года:

“Имея давно уже причину быть недовольным поведением кавалера Витворта в теперешних обстоятельствах, когда нужны … мир и согласие, дабы избегнуть неприятных следствий, какия могут произойти от пребывания при моем дворе лживых министров, желаю, дабы кавалер Витворт был отозван, о чем вы, сообща аглицкому министру, требуйте назначения другого министра…”.

Однако вскоре император пересмотрел своё решение заменить Уитворта другим дипломатом. Вместо этого он предписал 13 апреля 1800 года С. Р. Воронцову на время самому покинуть Лондон:

«Находя по малому числу настоящих дел, что присутствие ваше в Англии не совсем может быть нужно, позволяю вам употребить сие время на поправление здоровья вашего, для чего и отправьтесь вы к водам на континент, оставя на время отсутствия вашего при великобританском дворе поверенным в делах д.с. Лизакевича».

В связи с ухудшением русско-английских отношений в мае 1800 года в Петербурге и Лондоне почти одновременно произошло снижение уровня дипломатических представителей до поверенных в делах.
В 1800 году Уитворт был послан английским правительством в Копенгаген, чтобы предотвратить союз Дании с Павлом I. Отсюда он поддерживал связь с англофильски настроенным кружком русских вельмож во главе с опальными братьями Зубовыми и их сестрой О. Жеребцовой. Через них Уитворт содействовал организации убийства Павла I, после чего на время была устранена угроза русско-французского союза против Англии. Помимо Жеребцовой, английский посланник состоял в почти открытой связи с замужней графиней Толстой.
Согласно запискам саксонского посла Розенцвейга, осенью 1800 года начались тайные переговоры Н. П. Панина с наследником российского престола, великим князем Александром о введении регентства наподобие английского. «Английский посол в Петербурге Уитворт мог дать по этой части полезные советы своему близкому другу Панину: он хорошо представлял английскую систему регентства, связанную с Георгом III, и был заинтересован в свержении Павла, охладевшего к Англии и сближавшегося с Наполеоном».
«Англия, вероятно, субсидировала заговорщиков», — писал историк Валишевский со ссылкой на английские источники. Во всяком случае, «английское золото» и советы сэра Уитворта сыграли свою роль в свержении Павла I.

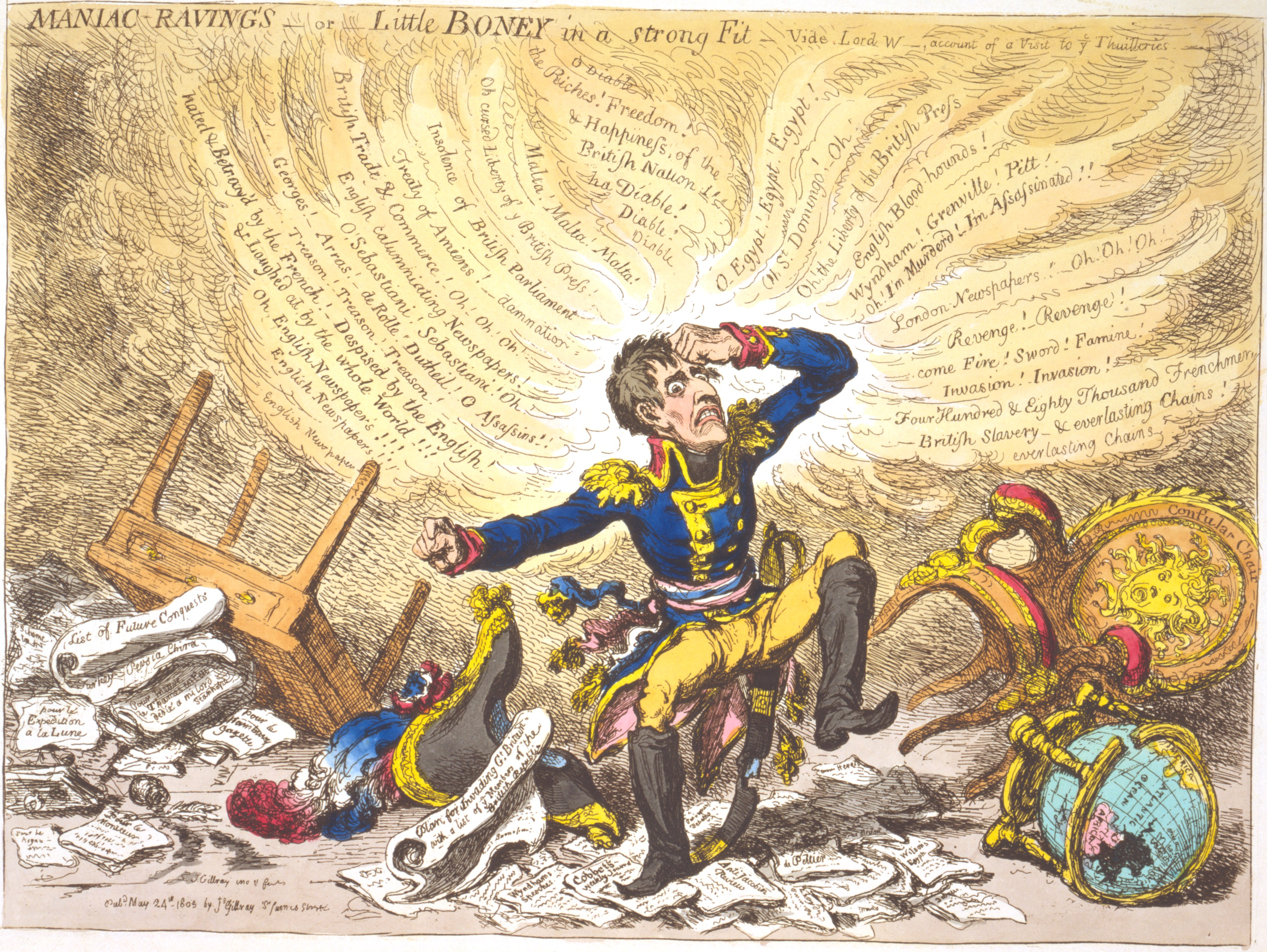
Наполеон и Уитворт 13 марта 1803 года. Карикатура Джеймса Гилрея.

В 1802 году, после заключения Амьенского мира, премьер-министр Генри Аддингтон направил Уитворта в качестве официального посланника в Париж. Для французов и лично для Наполеона это стало неожиданностью, так как Уитворт не скрывал своей ярой неприязни к Французской республике.
По условиям Амьенского мира Британия была обязана освободить Мальту от своего присутствия и, согласно договоренностям, вернуть остров рыцарям Мальтийского острова, однако она не сделала этого и планомерно тянула время. 13 марта 1803 года Наполеон вызвал к себе Уитворта с целью принятия окончательного решения в вопросе о статусе Мальты. Поскольку Уитворт продолжал лавировать, Наполеон прервал аудиенцию и быстрыми шагами покинул зал, прокричав: «Мальта или война!». В апреле Уитворт предъявил ультиматум английского правительства, где Британия предлагала сохранение за собой Мальты ещё на 10 лет. Ответ на предъявленный ультиматум должен был быть дан в течение семи дней. Наполеон был согласен с условиями, однако предлагал сократить срок пребывания англичан на Мальте. Англия отвергла предложение. 12 мая 1803 года Уитворт покинул Париж, а 16 мая Великобритания объявила Франции войну.
В 1813—1817 годах Уитворт был лордом-лейтенантом Ирландии. В 1815 году получил титул графа Ньюпорта.

## В кино
- «Битва при Аустерлице» (Франция, Италия, Югославия, 1960) — актёр Андре Рэндолл[фр.]
- Лорд Уитворт — один из персонажей фильма Ильи Хотиненко «Золотой век» (2003). Роль Уитворта исполнил актёр Гурий Атнев.
- Александр 1 (Россия, 2025) - Илья Носков.